# Díptico do Retábulo de Porto da Luz
O Díptico do Retábulo de Porto da Luz é um díptico de pinturas a óleo sobre madeira de carvalho de cerca de 1555 do pintor português do maneirismo Diogo de Contreiras que se destinou inicialmente a decorar uma Capela em Porto da Luz, Alenquer, e que se encontra actualmente numa Colecção privada.
A importância artística da obra decorre de se tratar de um dos últimos trabalhos de Diogo de Contreiras, pelo facto de estar retratado o próprio encomendador da obra, e porque, o que foi raro, se conservar na íntegra a estrutura do Retábulo, apesar da pintura ilegítima sobre a marcenaria que desvirtuou a qualidade do entalhe renascentista.
O Díptico do Retábulo de Porto da Luz é uma obra de excepção, reflectindo as duas pinturas de Contreiras a sua formação classicista e italianizante com as figuras longilíneas e desenho elegante, uma sofisticada delineação do panejamento e uma competente aplicação de uma paleta rica. Comparativamente, o painel das Santas mártires é superior ao dos Santos mártires, estando este também mais deteriorado e revelando um menor dinamismo na expressão dos personagens e um afastamento visual ao centro do Retábulo.
Em livro de 1962, Monumentos e Edifícios notáveis do Distrito de Lisboa, refere-se acerca do Retábulo: "A pequena Capela, embora muito simples, com a sua porta e arco triunfal quinhentistas, possui um Retábulo renascentista com duas notáveis pinturas de Santos e Santas. O painel do lado do Evangelho, sobretudo, distingue-se pela presença do retrato do doador de excepcional qualidade pictural".

## Descrição
Integrado num primoroso conjunto de marcenaria original, ambas as pinturas apresentam figuras de Santos identificados não só pelos seus atributos convencionais como pelas inscrições pintadas ns respectivos resplendores.
No painel da esquerda, estão representados de corpo inteiro, começando também da esquerda, S. Paulo com uma espada, instrumento do seu martírio. Depois está S. Marçal, lendário evangelizador e bispo da Aquitânia, protector contra catástrofes e epidemias, envergando como atributo uma igreja a arder. A seguir está S. António com o hábito franciscano e uma simples cruz de madeira. Finalmente está S. Vicente, diácono e patrono de Lisboa, mostrando além da palma correspondente à sua condição de mártir do cristianismo, a barca que se consagrou como o seu atributo mais canónico.
No painel do lado direito, o tema da representação são quatro Santas, todas exibindo a palma do martírio. A primeira do lado esquerdo é Santa Luzia com dois olhos num prato que evoca a crueldade com que foi supliciada. A seguir está Santa Eulália, sem atributo específico, mártir ibérica, protectora do bom parto, com especial culto em Barcelona e Mérida. Depois está Santa Bárbara tendo por fundo a imagem de uma torre que, além de elemento da composição, evoca o episódio do seu martírio quando o pai dela a encerrou para sempre numa torre. Por fim, Santa Apolónia que segura o instrumento do seu martírio, uma turquês com que lhe arrancaram os dentes.
A figura do doador, Francisco Dias, está no painel dos santos masculinos ajoelhado a três quartos, em oração e olhando em veneração para o elemento central do Retábulo que era uma estátua da Virgem Maria.
A escultura da Virgem Maria, no centro do Retábulo foi com muita probabilidade também esculpida por Pedro de Loreto, um competente mestre francês de quem se não conhece a obra documentada, mas que desenvolveu a sua actividade durante duas décadas em Portugal, e que em Lisboa integrou o círculo artístico mais conceituado da estatuária, onde se destacava Filipe Briat, ou Filipe de Vries, autor da notável imagem de Cristo na Cruz da igreja do Mosteiro dos Jerónimos (1551).
Contreiras já antes, em 1543, havia pintado a figura de um doador, Afonso de Lencastre, a rezar perante a Senhora da Graça no painel central do Tríptico da Capela-mor da Igreja de Ega.

## História
Foi Joaquim Oliveira Caetano que com argumentos estilísticos atribuiu o Díptico de pinturas do Retábulo de Porto da Luz ao pintor Diogo de Contreiras, fixando a sua execução em torno de 1555. Caetano também identificou o encomendante do Retábulo como sendo Francisco Dias, cónego da Sé de Coimbra que em 1597, sendo já «muito velho», doou a Domingos da Fonseca e Isabel Perestrelo a sua quinta em Porto da Luz onde estava o Retábulo.
Apesar do aspecto jovem com que foi retratado num dos painéis do Díptico, Francisco Dias já era cónego quando da feitura do Retábulo, posição em que documentalmente continuou até 1582. Provavelmente após esta data o cónego retirou-se para a sua quinta de Porto da Luz, em Alenquer, onde falece em 1597, ficando sepultado no Convento de S. Francisco desta vila, em capela própria.
Desconhece-se ainda como um tão jovem cónego da Sé de Coimbra tinha bens imóveis em Alenquer, (talvez obtidas de herança), bem como os fundos e o estatuto social para contratar um dos melhores pintores da época e um qualificado mestre marceneiro capaz de uma obra tão actualizada, «ao romano», e de tal nível como foi o Retábulo.
Diogo de Contreiras tinha casas em Santarém, em 1554, mas residência e local de trabalho em Lisboa, desconhecendo-se como ocorreu a encomendada, ainda que tenha pintado essencialmente para igrejas da Estremadura, como em Ourém, Atouguia da Baleia, Santa Catarina (perto de Caldas da Rainha), Sobral de Monte Agraço, S. Martinho (em Sintra), sendo a igreja matriz de Ega, em Condeixa-a-Nova, o ponto mais perto de Coimbra onde exerceu a sua actividade e donde decerto terá sido difundida a sua projecção como pintor de elevado nível.
Para Francisco Bilou, há referência de uma pintura mandada fazer por Damião de Góis em Alenquer, em 1556, mas considera que não se trata destas pinturas de Porto da Luz, podendo antes tratar-se de uma pintura de vitral para o mosteiro franciscano de Alenquer ou para a igreja de Santa Maria da Várzea que o célebre humanista mandou reformar depois de 1560 para nela ser sepultado como ocorreu em 1574.
Ainda segundo Francisco Bilou, o autor da marcenaria do Retábulo pode ter sido Pedro de Loreto, que tinha um irmão mais velho com quem trabalhou, Francisco de Loreto, também marceneiro, escultor e arquitecto, que viveu alguns anos em Coimbra e trabalhou no mosteiro de Santa Cruz. Ora Bilou encontra soluções similares entre o remate concheado do Retábulo de Porto da Luz, com um vincado desenho arquitectónico e aletas colaterais, e as existentes na igreja de Nossa Senhora da Luz, em Arronches, obra que atribui documentalmente a Francisco de Loreto.
Quando o Retábulo foi colocado em leilão, ainda que o Museu Nacional de Arte Antiga tenha manifestado interesse na sua aquisição, dada a sua qualidade, a Secretaria de Estado da Cultura portuguesa optou, na altura, por não exercer o direito de preferência e a obra acabou em Colecção privada.